# Адекватно (песня)
«Адекватно» — песня в жанре русского хип-хопа, написанная петербургским поэтом и эмси Михаилом Олеговичем Феничевым. Впервые изданная в составе CD-альбома «Искусство ухода за АК-47» группы 2H Company в марте 2007 года на инди-лейбле «Снегири», исполнялась на сцене до распада коллектива в 2009 году, а в ноябре 2022 года переиздана лейблом «Заплатка» в формате LP. Музыка сочинена Александром Зайцевым и Ильёй Юрьевичем Барамией (также известными как дуэт «Ёлочные игрушки»), рэп исполнен Феничевым.
Перезаписанная спустя 14 лет в новой аранжировке от Ильи Барамии с речитативом Михаила Феничева и другого бывшего участника 2H Company — Михаила Ильина, песня вышла в составе трибьют-альбома группы 3H Company «8 жизней» в сентябре 2021 года на петербургском лейбле Doing Great Music. Израильским режиссёром Лео Горенштейном по сценарию Николая Никитина в Санкт-Петербурге на неё был снят видеоклип, вышедший в марте 2022 года и отмеченный несколькими европейскими наградами, в том числе номинацией на Berlin Music Video Awards.
Рекомендуют здесь все мне всё вокруг воспринимать адекватно.Михаил Феничев, рефрен песни

## 2H Company
В пресс-релизе восьмипесенного альбома 2H Company «Искусство ухода за АК-47», вышедшего в формате компакт-диска 22 марта 2007 года на независимом лейбле «Снегири», касательно «Адекватно» были приведены слова Барамии: «Мне кажется, наиболее лёгкий для восприятия трек. Самый короткий, я бы его хитом назвал». По данным сервиса Tunebat, композиция написана в тональности фа-диез мажор с темпом 156 ударов в минуту, отличается высокой энергичностью, позитивностью и средней танцевальностью. Песня оказалась среди 18 треков на CD майского номера музыкального журнала Play. 8 октября того же года Зайцев опубликовал в своём блоге на платформе «Живой Журнал» семь записей с голосом Феничева без музыки, которые можно было скачать с официального сайта «Ёлочных игрушек», в том числе «Адекватно acapella». Инди-лейблом «Заплатка» 16 ноября 2022 года альбом был переиздан лимитированным тиражом в 300 грампластинок: 133 «чёрных», 101 «серебряная и 66 «красных».
Существует несколько видеозаписей с исполнением песни на концертах. В 2007 году она была исполнена в петербургском заведении Red Club 6 июля, в московском клубе «Китайский Лётчик Джао Да» и в челябинском клубе Garage Underground в декабре. В 2008 году песня была исполнена 18 января в петербургском клубе «Цоколь» и 9 апреля в минском клубе «Гудвин». В год распада группы (2009) песня была исполнена 27 февраля в петербургском клубе «А2».
По данным TopHit, за весну 2007 года ротация трека на 4 радиостанциях за 10 недель в 56 городах достигла 254 эфиров. К марту 2024 года песня набрала более 117 тыс. прослушиваний при 19,5 тыс. слушателях на Last.fm, более 65,3 тыс. прослушиваний на Spotify и более 30,5 тыс. «просмотров» на YouTube Music. Трек является четвёртым по прослушиваемости из репертуара 2H Company после песен «Дзэн и искусство ухода за АК-47», «Огурец мозга» и «Майор паранойя» на «Яндекс Музыке».

## 2010-е
Песня не входит в постоянный репертуар группы Феничева «Есть Есть Есть», однако в качестве трибьюта была минимум однажды исполнена — на концерте в клубе «Zoccolo 2.0» 10 июня 2015 года под музыку Алексея Помигалова, Максима Полякова и Фёдора Погорелова.
2 ноября 2019 года на концерте группы «АИГЕЛ» в петербургском клубе «ZAL» Айгель Гайсина и Михаил Феничев исполнили песню «Адекватно» под старый бит.

## 3H Company
4 июля 2021 года в петербургском пространстве «Севкабель Порт» на дебютном выступлении 3H Company (стилизованно IIIH company) состоялась концертная премьера переаранжированной песни «Адекватно», которая была пятой из четырнадцати в программе трио Ильи Барамии, Михаила Феничева и Михаила Ильина.
Изначально первый релиз коллектива был намечен на весну 2022 года, однако трибьют-альбом под названием «8 жизней» был выпущен 17 сентября 2021 года при посредничестве петербургского лейбла Doing Great Music на цифровых площадках Spotify, Apple Music, «VK Музыка», «Яндекс Музыка» и других. По данным сервиса Tunebat, новая версия «Адекватно» написана в тональности фа-диез мажор с темпом 156 ударов в минуту, отличается понизившимися по сравнению с оригиналом энергичностью, позитивностью и танцевальностью.
В дальнейшем трио исполнило песню на концертах 14 октября в московском клубе Mutabor и 23 октября 2021 года в петербургском баре «Мачты». В следующем году Феничев и Барамия сыграли триптих MYSUKA и песню «Адекватно» для проекта «МТС Live»; видео, выпущенное 20 мая, набрало более 1,7 млн просмотров на сервисе «VK Видео». 25 июня 3H Company (вновь без Ильина) выступили на фестивале «Violet. Дикая мята» в деревне Бунырево Тульской области, где исполнили также «Адекватно». Трек был использован в официальном видеоролике, посвящённом десятому и последнему томскому музыкальному фестивалю Street Vision.
На 9 января 2022 года песня была самой популярной из репертуара 3H Company на сервисе Spotify, где имела более 11 тыс. прослушиваний. К марту 2024 года песня набрала более 16,9 тыс. прослушиваний на Spotify, более 3,6 тыс. «просмотров» на YouTube Music, более 2400 прослушиваний и 900 слушателей на Last.fm. На «Яндекс Музыке» трек является самым прослушиваемым из репертуара 3H Company, обгоняя все три песни «MYSUKA».

## Текст
Как надеялся я, что вот до таких моментов не доживу.

Ага, слезай — приехали, перед зеркалом стою, подстригаю волосы в носу.

Понимаю, в моём возрасте на такие вещи нужно, наверное, проще смотреть,

Но для меня, как ни крути, это ростки старости, за которыми, между прочим, смерть.
Написанный Михаилом Феничевым текст песни напечатан на брошюрах оригинального CD-издания 2007 года, включён в лимитированное виниловое переиздание 2022 года, а также присутствует на упаковке диска «8 жизней» лейбла «Заплатка» 2023 года. Помимо этого, Александр Зайцев опубликовал текст Феничева в своём «ЖЖ» 27 марта 2007 года.

### Сюжет и структура
Песня состоит из двух куплетов, за которыми следуют рефрены. В первой строфе лирический герой, подстригая волосы в носу, воспринимает это как приближение старости, а следовательно, и смерти; и смутно понимает: «нужно успеть». Желая избавиться от стресса, включает порно американского рэпера и актёра Snoop Dogg, но в итоге заплакал, взволновав тем самым бабушку в соседней комнате. Объяснив ей свою реакцию божественной красотой метисок и мулаток на экране, совокупляющихся с «ублюдками-мазафакерами» под джи-фанк, получил от бабушки комментарий о затуманенных взорах «этих юных ангелов».
Во второй строфе герой, поскольку все туалетные кабинки заняты, дабы избежать презрения и иронии, вынужден воспользоваться единственным свободным писсуаром. Погрузившись в свои мысли, наконец-то осознал, что именно хочет успеть — «образовать пару». Желая научиться верно производить первое впечатление, обращается к НЛП-организации, в рекламном проспекте которой предлагаются семь ступеней по 70 евро каждая и обещается выдача сертификата, подтверждающего стопроцентную вероятность достижения цели («дотянет как минимум до постели»). Однако, согласно результатам анкеты, герой — «латентный м*дак», и, поскольку в компании на такой случай нет специалистов, ему дают брошюру, которая «познакомит с понятием „адекватно“».

### Восприятие
По мнению сценариста и драматурга Евгения Казачкова, композиция повествует о кризисе среднего возраста и рассматривает отдельные мужские комплексы.
В 2011 году основатель и фронтмен коллектива «Пёс и группа» Евгений Гудков, отвечая на опросник Марселя Пруста в рамках интервью изданию OpenSpase.ru, в качестве любимого изречения процитировал начало второго куплета «Адекватно».
Главный редактор музыкального интернет-журнала «Новый рок» Александр Арляпов в рецензии на альбом 2H Company написал, в частности: «Если раньше у них ещё были какие-то намёки на куплеты и припевы, то сейчас единственный трек с более-менее привычной структурой и название имеет соответствующее — „Адекватно“. В большинстве же своём это плотнейшие нарративы с лихо закрученными сюрреалистическими сюжетами».
Доктор филологических наук, профессор НИУ ВШЭ Гриценко Елена Сергеевна и кандидат филологических наук Дуняшева Лилия Гаффаровна в научной статье по языкознанию и литературоведению, посвящённой языковым особенностям рэпа в аспекте глобализации, использовали для анализа в том числе треки 2H Company, включая «Адекватно». Филологи отметили, что выдвинутая в заглавие — сильную позицию текста — важная информация реализует популярный в рэп-дискурсе способ эмфатизации с помощью ключевых слов и высказываний. В строчке «С этих тяжких мыслей сняться можно способом проверенным — порно от Снуп Дога» усматривается апелляция к авторитету (к лицу). Используемые в песне обозначения «убл*дки-мазафакеры» и «м*дак» вписываются в следование русского рэпа общей тенденции к дисфемизации и служат примером дискурсивной практики российского хип-хопа, нацеленного, аналогично афроамериканскому, на привлечение внимания, сопротивление, протест и критику, как во фразе «Извините, но вы латентный м*дак».

## Музыкальный видеоклип

### Производство
В честь воссоединения музыкантов старый друг Феничева, занимающийся продакшеном и очень любящий песню «Адекватно», летом 2021 года предложил бесплатно снять клип для группы. По словам Барамии, пояснения касательно стилистики музыкального видео были длиннее самого сценария, и съёмочной группе был дан карт-бланш.
Кастинг Кирилла Якушенко на роль главного героя был одобрен самими музыкантами. Позже актёр признался, что прямо на пробах «влюбился в историю, стилистику, в вопросы и задачи, которые ставит сценарий».  На роль невесты и вдовы была взята модель Елена Шабалова. Креативным продюсером и сценаристом выступил Николай Никитин из студии Bites, оператором-постановщиком — Андрей Майка, режиссёром — Лео Горенштейн из Тель-Авива. Съёмки, начавшиеся в декабре и закончившиеся 21—22 января 2022 года, велись в брежневской панельке в стиле брутализма между Свердловской набережной и Большеохтинским проспектом. Выбор локации в пресс-релизе объяснён несколькими опосредованными приметами: оригинальностью проекта и находившимися в этом доме организациями — свадебным салоном и магазином радиодеталей «Радио.Музыка» (о котором напоминает конструкция на крыше), а также проходившими в ресторане на первом этаже концертами ленинградского музыканта и певца Аркадия Северного. Для вступительного кадра была использована советская открытка, анимированная на постпродакшене, а для завершающего — сооружён картонный макет. Работа была закончена ещё до вторжения России на Украину, начавшегося 24 февраля 2022 года.
Илья анонсировал видеоклип в октябре 2021 года в интервью «Медузе». 21 марта 2022 года был создан официальный YouTube-канал музыкальной группы, и на следующий день на площадках YouTube и «VK Видео» вышло официальное музыкальное видео на песню «Адекватно» в исполнении 3H Company, а 24 марта оно появилось на Vimeo в разрешении 4K. На трёх видеохостингах ролик набрал более 95 тыс. просмотров.
| Актёр                 | Роль             |
| --------------------- | ---------------- |
| Кирилл Якушенко       | фотограф         |
| Елена Шабалова        | невеста/вдова    |
| Александр Малахов     | жених            |
| Анатолий Краснопивцев | отец             |
| Игорь Чижиков         | генерал          |
| Валентина Карташева   | мама невесты     |
| Ольга Лавренова       | сестра жениха    |
| Денис Моргунов        | участник ВИА     |
| Татьяна Курихина      | мама мальчика    |
| Эрик Сагхо            | мальчик          |
| Леонард Ковылин       | дед              |
| Анна Асташкина        | тётушка          |
| Филипп Немсадзе       | брат             |
| Александр Семенчев    | гость            |
| Дмитрий Гриневич      | дядька           |
| Юлия Яновская         | подружка невесты |
| Иван Софин            | двойник          |

### Содержание
По словам Горенштейна, целью было создать психологический триллер с общим антирежимным посылом, пронизанный тревогой и паранойей. В качестве вдохновения Лео назвал 1980-е годы в СССР, фильмы «Жилец» Романа Полански и «Бартон Финк» братьев Коэнов, а местом действия был выбран «маленький фашистский городок, где проблемы, которые мы видим в этом микромире, выходят наружу». Результат режиссёр описал как абсурдистское кафкианское произведение. Психолог и актриса Юлия Яновская, исполнившая роль подруги невесты, отметила следующие вопросы, затрагиваемые в клипе: Что такое адекватность и как она определяется? Где границы допустимого и кто судит? Нормально ли веселиться на похоронах? Как себя вести, чтобы не попасть под осуждение? Как остаться верным себе, когда мир вокруг постепенно наполняется абсурдом?
Повествование начинается с того, что главный герой — «лишний человек», фотограф — загружает плёнку в винтажную 35-мм камеру «Зенит». Далее на лестничном проёме он получает деньги за предстоящую работу от отца невесты — своего рода Харона, пропускающего в мир мёртвых. Затем в неизменной квартире одни и те же персонажи проводят грустную молчаливую свадьбу и весёлые громкие поминки. Ещё одним обыгранным в клипе мифом является «кража души» через фотографирование спящего.

### Реакция
Музыкальный критик и журналист Владимир Наумов, со школьных лет являющийся поклонником 2H Company, назвал видеоклип на песню «Адекватно» «роскошным» и «неадекватно крутым», описав его как «гибрид экзистенциального психодела и советского (некро)реализма. „Фотоувеличение“ режиссёра Антониони встречает историю о Чёрном дембеле, а тревожная свадьба из клипа „Касты“ „Вокруг шум“ сменяется отнюдь не скучными поминками с танцами вдов под сильный продакшен Ильи Барамии». Сары Смит с сайта Directors Notes назвала клип «потрясающим» и отметила заложенные в него идеи резилентности, бунтарства и анархии. На сайте Film Shortage видео было названо «закрученным и захватывающим». Режиссёр и продюсер Роб Улицкий на сайте Promonews написал: «Излучая жуткую, пугающую атмосферу, эстетика кажется анахроничной и вдохновлённой готическим хоррором, что контрастирует с советским художественным направлением и стилем конца XX века».
Видео получило награду международного кинофестиваля короткометражного кино в Париже «GOSH!» за лучшую режиссуру, став первым за все 11 церемоний лауреатом от Российской Федерации, а также Europe Music Awards (EMA) в Кошице в категории «Лучшее музыкальное видео в жанре хип-хоп». Также клип попал в категорию «Музыкальные короткометражные и документальные полнометражные фильмы» официальной программы UK Film Festival. Был отмечен «круглосуточным онлайн-кинофестивалем» Beyond the Short. Наконец, в январе 2023 года клип попал в сегмент «Музыкального видео недели» фестиваля Berlin Music Video Awards, а 20 марта был объявлен в числе десяти номинантов в категории «Most bizarre», в которой по итогам прошедшего 14—17 июня мероприятия разделил второе место с Macgray — «Backbone», уступив победу Slowthai — «Yum». Ещё работа попала в официальный выбор Berlin Commercial awards в категории «Музыкальные видео: культурное влияние».